# Lochkartenleser

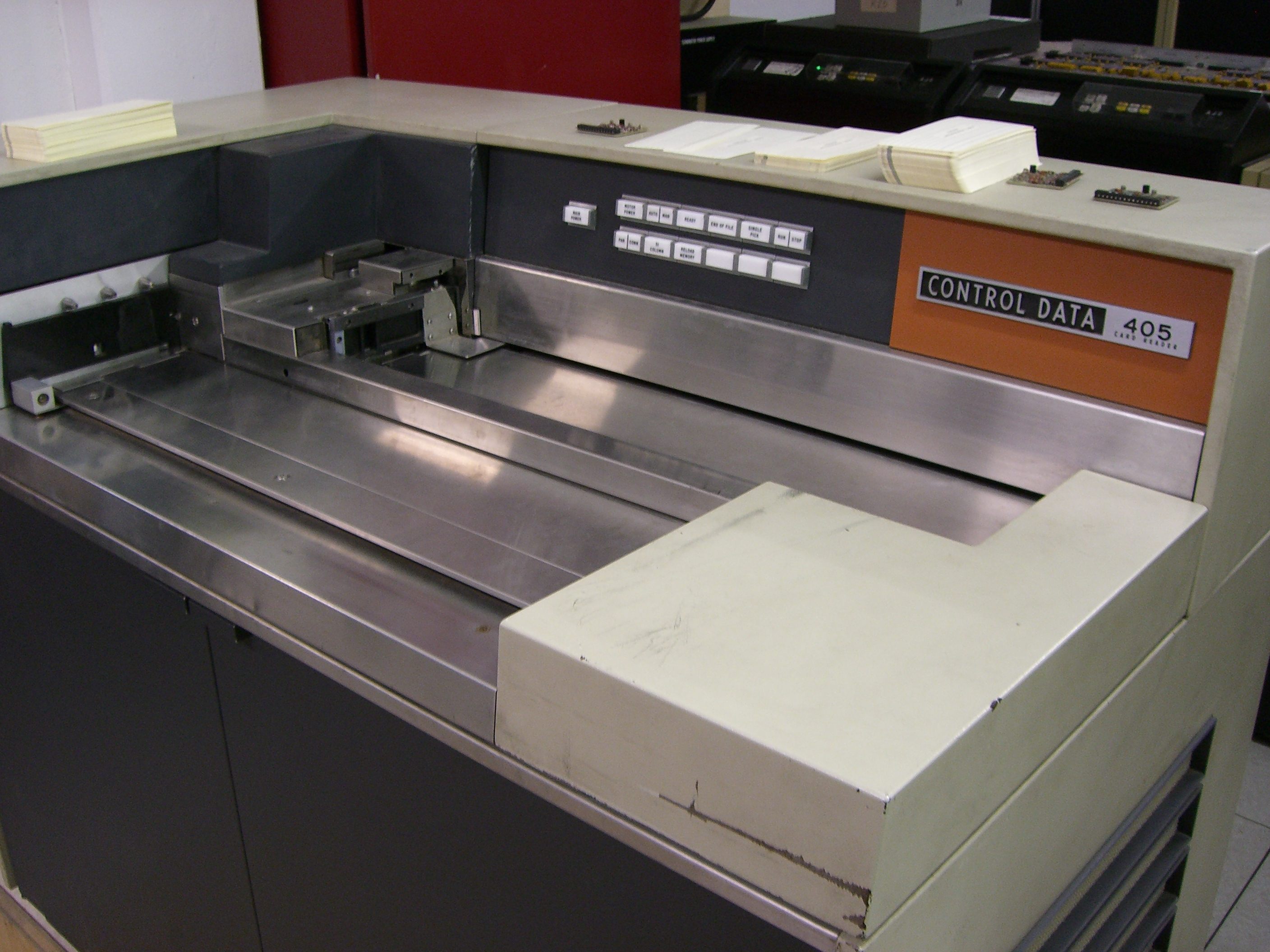
Lochkartenleser Type 405 von Control Data

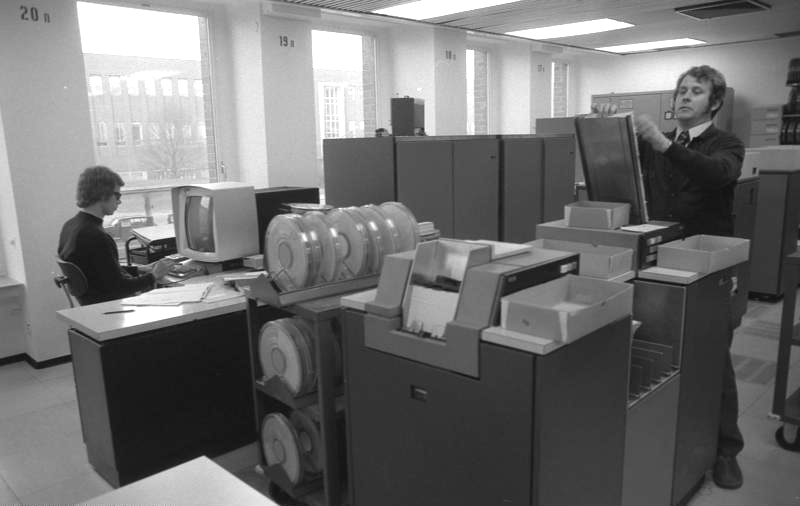
Lochkartenleser mit eingelegtem Lochkartenstapel, links daneben Magnetbandrollen auf Transportwagen

Ein Lochkartenleser ist ein Peripheriegerät eines Computers, das Lochkarten als Eingabemedium liest und ihren Inhalt der Zentraleinheit zur Verarbeitung bereitstellt.
Beim Lesen werden die Lochkarten sequentiell zu einer Abfühlstation geführt, wo die als Löcher eingestanzten Zeichen identifiziert und in einen elektronischen Code umgewandelt werden. Zur Verarbeitung unterschiedlicher Lochkartentypen werden/wurden jeweils spezielle Typen von Lesegeräten verwendet.
Mitte der 1960er Jahre waren Geräte mit einer Leseleistung von 18000 bis 96000 Karten pro Stunde verfügbar.
Zum Erstellen der Lochkarten verwendet man einen Lochkartenstanzer.
Die Verarbeitung von Lochkarten gilt, von Ausnahmen abgesehen, seit Mitte der 1970er Jahre als historische Epoche der Datenverarbeitung.